# Ллевеллин-Смит, Майкл
Сэр Майкл Джон Ллевеллин-Смит (англ. Michael John Llewellyn-Smith, род. 25 апреля 1939) — отставной британский дипломат и академик. Он был послом в Польше с 1991 по 1996 год и послом в Греции с 1996 по 1999 год. Он является приглашённым профессором Центра греческих исследований Королевского колледжа Лондона.

## Ранние годы
Ллевеллин-Смит родился в 1939 году. Он получил образование в Веллингтонском колледже, независимой школе в Кроуторне, Беркшир. Он учился в Новом колледже в Оксфорде, где изучал классику, древнюю историю и философию.

## Дипломатическая карьера
Ллевеллин-Смит поступил на дипломатическую службу Её Величества в 1970 году. 29 марта 1980 года он был назначен генеральным консулом в Афинах.

## Дальнейшая жизнь
После выхода на пенсию Ллевеллин-Смит писал и читал лекции об истории и культуре Греции. Он является приглашённым профессором Центра греческих исследований Королевского колледжа Лондона. Он регулярно выступает на круизах Swan Hellenic.

## Почести
25 марта 1996 года Ллевеллин-Смит был назначен кавалером Королевского Викторианского ордена. Он является почётным членом Колледжа Святого Антония Оксфордского университета.

## Произведения
В 1965 году Майкл опубликовал книгу «Великий остров: исследование Крита». В 1973 году он опубликовал книгу «Ионическое видение: Греция в Малой Азии, 1919–1922 годы» о кампании в Малой Азии. В 2004 году он опубликовал «Афины: история культуры и литературы».